# Orluis Aular
Orluis Alberto Aular Sanabria, nascido a 5 de novembro de 1996 em Nirgua, é um ciclista venezuelano membro da equipa Caja Rural-Seguros RGA

## Palmarés
2016
2016
- 1 etapa da Volta ao Táchira

2018
- 1 etapa da Volta a Venezuela

2019
- 1 etapa da Volta ao Táchira
- Tour de Kumano,[2] mais 1 etapa
- Campeonato da Venezuela Contrarrelógio
- 2º no Campeonato da Venezuela em Estrada
- 2 etapas da Volta Ciclista a Miranda
- Volta a Venezuela, mais 5 etapas

2022
- 1º na 5º Clássica da Arrábida

- 1º na 39º Volta ao Alentejo, mais 2 etapas
- 1º no Campeonato da Venezuela de Ciclismo em Estrada
- 1º no Campeonato da Venezuela de Ciclismo Contrarrelógio
- 3º no Campeonato Panamericano de contrarelogio

## Equipas
- Start-Vaxes (01.05.2017-31.12.2017)
- Start Team Gusto (2018)
- Matrix-Powertag[3] (2019)
- Caja Rural-Seguros RGA (2020)
- Caja Rural - Seguros RGA (2021)
- Caja Rural - Seguros RGA (2022)